# Pot de Bronocice

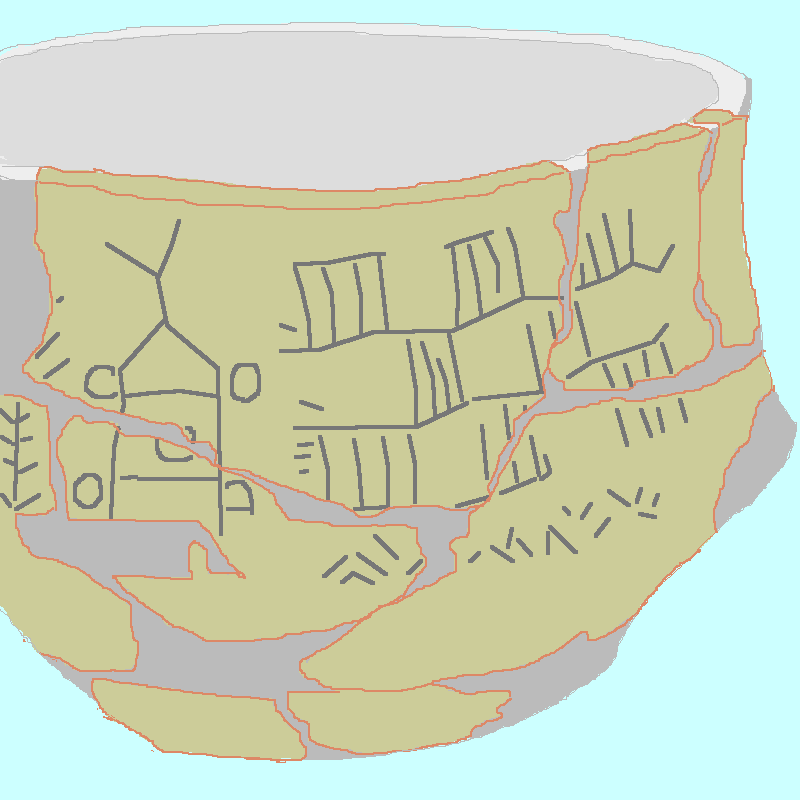
Schéma du pot de Bronocice

Le Pot de Bronocice est un pot en céramique trouvé à Bronocice en Pologne, daté de 3500 av. J.-C. Il est orné de gravures montrant des chariots à quatre roues qui sont probablement les plus vieilles représentations de véhicule au monde.

## Description

Dessin d'un chariot sur le pot de Bronocice

En 1974, des archéologues de Cracovie sous la direction du prof. Janusz Kruk ont découvert les restes d'un pot en céramique comportant des gravures remarquables. À l'époque, cette céramique fut considérée comme comportant la plus ancienne représentation de chariot au monde puisqu'elle est datée de 3500 av. J-C environ. Les restes sont ornés des pictogrammes avec des dessins de chariots à quatre roues, les roues étant disposées horizontalement de côté. La cinquième roue transportée est supposée magique, symbolisant le sol. La signification des rectangles symétriques reste inconnue – ceux-ci peuvent être des maisons, des haies pour les animaux, des champs ou des outils agricoles. La rivière et la forêt soulignent l’importance de l’eau et des arbres, matériaux de construction précieux. 
La datation à l’aide du carbone 14 des restes organiques trouvés à côté de l’assiette (Goningen-Holandia, 1993) a démontré que les dessins sur le pot datent du début de l'ère du transport par roues en Europe et dans le monde. Les découvertes archéologiques des roues en Suisse, en Allemagne, et en Slovénie confirment cette datation.  Les habitants inconnus de ce qui est aujourd’hui la région de Petite-Pologne ont probablement été les premiers au monde à adapter la roue à la construction de véhicules à traction animale. Cette adaptation a eu lieu il y a 5 500 ans à l'époque néolithique. Les dessins des Sumériens, ainsi que leurs jouets sur roues sont apparus plusieurs centaines d’années plus tard.
Le pot de Bronocice est conservé au Musée archéologique de Cracovie.

## Bronocice

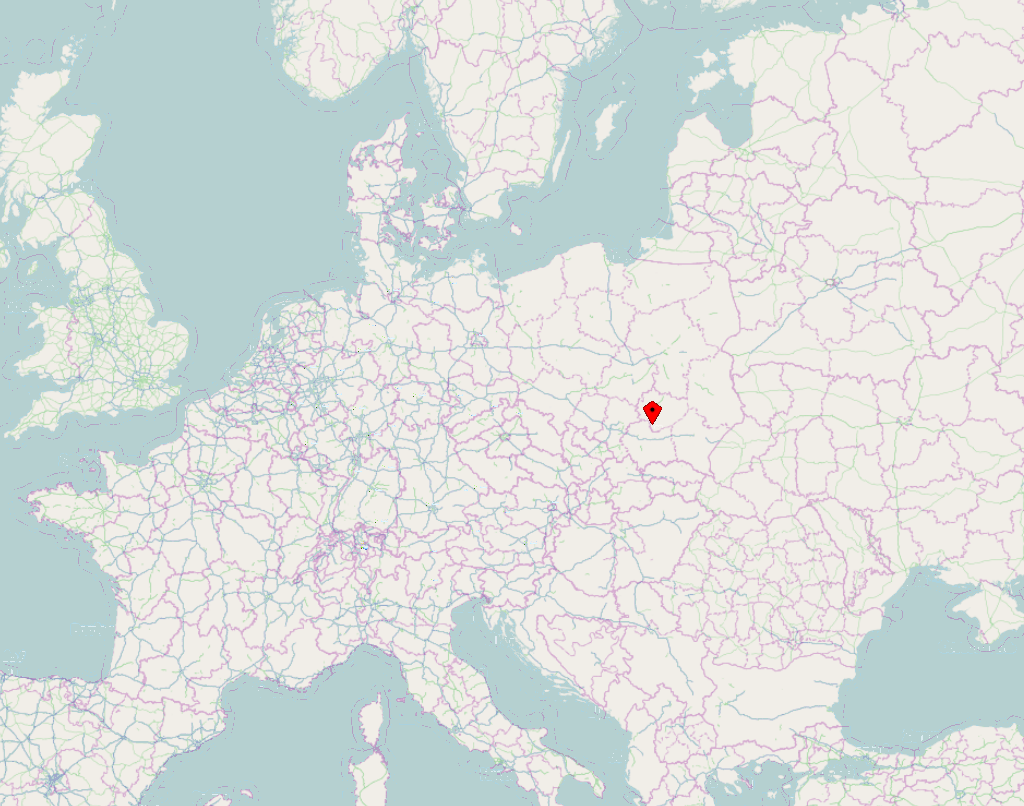
Position de Bronocice

Le village près de Działoszyce dans le powiat de Pińczów, voïvodie de Sainte-Croix, a accueilli dans les années 1974–1979 les archéologues de l’Institut d’archéologie et d’ethnologie de l’Académie polonaise des sciences (Polska Akademia Nauk, PAN) ainsi que des archéologues de l’université de New York à Buffalo en la personne du prof. Sarunas Milisauskas. On y a trouvé les vestiges d’un immense bourg datant du début de l’agriculture dans la Petite-Pologne. Ce bourg a été le plus grand d'Europe centrale et s'est maintenu environ 1 000 ans de 3800 à 2700 ans av. J.-C. Il se trouvait sur le plateau de lœss de Baski au bord de la rivière Nidzica et s'étendait sur environ 50 hectares. La zone défensive fermée, d’une superficie de 2,4 hectares, était entourée par une fosse et une palissade. Les habitants s’occupaient principalement d’agriculture et acquéraient de nouveaux terrains en brûlant les forêts. Ils cultivaient diverses espèces comme le froment, le blé, l'orge, le mil, le pavot, le lentilles, les pois et le lin. Ils élevaient des moutons, des chèvres et des porcs. La grande quantité de moutons – ainsi que des petits anneaux[précision nécessaire] – prouve une production centralisée de laine et d’habits. Des petits anneaux sur bâton et des jouets roulants jusqu'à la découverte du char, il n'y avait qu'un pas.
Près de l’endroit de la découverte du pot, un monument a été dressé en 2003 qui porte l'inscription « Praojcom i Archeologom » : « À [nos] ancêtres et à [nos] archéologues ». Działoszyce accueille depuis un colloque biennal d’archéologie.